# Mario Magnozzi
Mario Magnozzi (* 20. März 1902 in Livorno; † 25. Juni 1971 ebenda) war ein italienischer Fußballspieler und -trainer.

## Karriere
Magnozzi spielte bis 1930 für die SS Pro Livorno, mit der er 1919/20 das Torneo del Sud um die Italienische Fußballmeisterschaft gewann. Im nationalen Endspiel unterlag man dem Gewinner des Torneo del Nord Inter Mailand mit 2:3. Bei der Niederlage traf Magnozzi zweimal. In der Saison 1924/25 war Magnozzi mit 19 Treffern vor dem Mailänder Rodolfo Ostromann (18 Tore) Torschützenkönig der Italienischen Meisterschaft. 1930 ging er zur AC Mailand, wo er bis 1932 blieb und anschließend nach Livorno zurückkehrte. Dort spielte er bis zu seinem Rücktritt als Spieler 1936. 
Nachdem er bereits 1924 am Fußballturnier der Olympischen Sommerspiele 1924 in Paris teilgenommen hatte, wurde Magnozzi von Augusto Rangone auch in den italienischen Kader für die Fußballwettbewerbe der Sommerspiele 1928 in Amsterdam berufen. Italien musste sich zwar im Halbfinale dem späteren Sieger Uruguay mit 1:3 geschlagen geben, errang aber durch einen 11:3-Sieg im Spiel um Platz drei gegen Ägypten die Bronzemedaille. Magnozzi erzielte bei dieser Partie am 9. Juni 1928 im Olympiastadion drei Treffer.
Als Trainer arbeitete Mario Magnozzi bei der AC Mailand, der US Lecce, AEK Athen und der US Livorno.
Er starb 1971 im Alter von 69 Jahren in seiner Heimatstadt Livorno.

## Erfolge
- Italienischer Vizemeister: 1919/20
- Teilnahme an den Olympischen Sommerspielen 1924
- Teilnahme an den Olympischen Sommerspielen 1928, Bronzemedaille